# Алентьєв Олександр Олександрович
Олександр Олександрович Алентьєв (23 травня 1906, станиця Усть-Бистрянська, тепер Ростовської області, Російська Федерація — 28 квітня 1964, місто Київ) — український радянський діяч, хімік-технолог. Доктор технічних наук (1953), професор (1953).

## Життєпис
Член ВКП(б) з 1926 року.
У 1934 році закінчив Харківський хіміко-технологічний інститут.
У 1934—1937 роках — інженер, завідувач виробництва на підприємствах силікатної промисловості СРСР.
У 1940—1941 роках — 1-й секретар Кагановицького районного комітету КП(б)У міста Харкова.
У 1941—1942 роках — завідувач відділу хімічної промисловості ЦК КП(б)У.
У 1942—1943 роках — секретар із промисловості Нижньотагільського міського комітету ВКП(б) Свердловської області РРФСР.
У 1943—1946 роках — 1-й секретар Дзержинського районного комітету ВКП(б) Свердловської області.
У травні 1946 — листопаді 1948 року — завідувач відділу науки Управління агітації та пропаганди ЦК КП(б)У.
У листопаді 1948 — 1949 року — завідувач сектору науки і вищих навчальних закладів відділу пропаганди та агітації ЦК КП(б)У.
У 1946—1949 роках — старший науковий співробітник Інституту геологічних наук Академії наук УРСР (за сумісництвом).
З 1949 року — доцент Київського державного політехнічного інституту. У 1951 — 28 квітня 1964 року — завідувач кафедри технології кераміки та скла (потім — технології силікатів) Київського державного політехнічного інституту.
Одночасно в 1952—1954 роках — директор Київського технологічного інституту силікатів. У 1954—1955 роках — декан силікатного факультету, в 1955—1957 роках — декан об'єднаного хіміко-технологічного факультету Київського державного політехнічного інституту.
З 1959 до 28 квітня 1964 року — відповідальний редактор збірника «Хімічна промисловість».
Наукові дослідження у галузі хімії та технології силікатів, розвідки магнезіальних сировинних джерел для потреб промисловості вогнетривів. Досліджував промисловість використання соляних багатств лиманів та соляних озер Української РСР. 
Помер 28 квітня 1964 року в Києві.

## Основні праці
- Рапная окись как составная часть резиновых смесей // Український хімічний журнал. 1950. Т. 16, вып. 3 (співавтор);
- Порівняльні дані теплот розчинення рапного оксиду магнію та саткінського магнезиту // Доповіді АН УРСР. 1950. № 1;
- Рапа как источник сырья для изготовления магнезиального цемента и высокоогнеупорных материалов // Известия АН СССР. 1951. № 6 (співавтор).

## Нагороди
- орден «Знак Пошани» (23.01.1948)
- медалі